# 150ª Divisione fucilieri motorizzata delle guardie "Idrica-Berlino"
La 150ª Divisione fucilieri motorizzata delle guardie "Idrica-Berlino" (in russo 150-я гвардейская мотострелковая Идрицко-Берлинская дивизия?, 150-ja gvardejskaja motostrelkovaja Idtricko-Berlinskaja divizija, unità militare 22179) è un'unità di fanteria meccanizzata delle Forze terrestri russe, subordinata all'8ª Armata combinata delle guardie del Distretto militare meridionale e con base a Novočerkassk.

## Storia

### Unione Sovietica
La divisione venne creata per la prima volta il 17 settembre 1943 presso Staraja Russa come terza formazione della 150ª Divisione fucilieri dell'Armata Rossa, sulla base della 127ª, 144ª e 151ª Brigata fucilieri. A novembre fu assegnata alla 6ª Armata delle guardie. Nel 1944 venne trasferita alle dipendenze della 3ª Armata d'assalto del 1º Fronte bielorusso, con la quale condusse operazioni offensive a partire da Nevel' fino a raggiungere Berlino. Il 23 luglio 1944 venne insignita del titolo di "Idrickaja" per essersi distinta nel corso della liberazione della città. Il 22 aprile 1945, durante la battaglia di Berlino, la divisione ricevette la Bandiera della Vittoria, che venne issata sul tetto del Reichstag il 30 aprile e sarebbe diventata uno dei più celebri simboli della vittoria dell'Unione Sovietica contro la Germania nazista. Per i suoi meriti durante la conquista di Berlino, la divisione fu insignita dell'Ordine di Kutuzov di II Classe il 26 aprile e del titolo di "Berlinskaja" l'11 giugno. Dopo il termine della seconda guerra mondiale entrò a far parte del Gruppo di forze sovietiche in Germania, prima di venire sciolta nel dicembre 1946.

### Federazione Russa
Il 14 gennaio 2016 il ministro della difesa russo Sergej Šojgu ha annunciato la ricostituzione della divisione, la quale ha completato la formazione nel dicembre dello stesso anno nell'oblast' di Rostov ed è stata successivamente assegnata all'8ª Armata combinata delle guardie, ricreata a sua volta nel 2017. A differenza delle normali divisioni di fucilieri motorizzate dell'esercito russo, che schierano tre reggimenti di fanteria e un reggimento corazzato, la 150ª possiede due reggimenti per tipologia.
A partire dal 24 febbraio 2022 la divisione ha preso parte all'invasione russa dell'Ucraina, schierando tre gruppi tattici di battaglione in direzione di Mariupol'. Il primo giorno di guerra è stato ucciso il comandante del 68º Reggimento corazzato, colonnello Viktor Isajkin. Il 15 marzo ufficiali ucraini hanno dichiarato la morte in combattimento del comandante dell'unità, maggior generale Oleg Mitjaev, durante l'assedio di Mariupol'. Durante la battaglia sono stati uccisi anche il comandante del 103º Reggimento fucilieri motorizzato e il nuovo comandante del 68º Reggimento corazzato, i colonnelli Aleksandr Isajkin e Vladimir Bukatkin. Dopo aver subito numerose perdite, all'inizio di aprile è stata sostituita in città dal 1º Corpo d'armata della Repubblica Popolare di Doneck. Successivamente il 102º e il 163º Reggimento della divisione hanno combattuto a Popasna insieme al Gruppo Wagner, contribuendo allo sfondamento russo nonostante le gravi perdite subite ed avanzando nei mesi successivi in direzione di Soledar. Nel corso di questi scontri il 22 aprile ha perso la vita un comandante di battaglione del 102º Reggimento, tenente colonnello Sergej Michajlov. Il resto della divisione ha invece continuato a operare nella parte meridionale dell'oblast' di Donec'k, subendo un contrattacco della 54ª Brigata meccanizzata a sud di Vuhledar alla fine di giugno e dovendo ritirarsi per circa 10 km.
A partire da agosto 2022 la divisione è stata impiegata nell'area di Mar"ïnka, dove il comandante del 2º Battaglione del 102º Reggimento, maggiore Vadim Lemeš, è stato ucciso da colpi di artiglieria. I suoi due reggimenti corazzati sono stati schierati in combattimento a supporto degli attacchi frontali condotti dal 255º Reggimento della 20ª Divisione fucilieri motorizzata in direzione della cittadina. Nel settembre 2023 il 102º Reggimento è stato inviato a difendere il villaggio Andriïvka a sud di Bachmut insieme ai resti della 57ª e alla 72ª Brigata fucilieri motorizzata, senza però riuscire a impedire la conquista dell'insediamento da parte della 3ª Brigata d'assalto "Azov". A ottobre la divisione è stata impiegata in un contrattacco nel tentativo di ricatturare Kliščiїvka, venendo respinta con pesanti perdite.
Alla fine di febbraio 2024, insieme alla 20ª Divisione fucilieri motorizzata, è riuscita a catturare il villaggio di Pobeda a sud di Avdiïvka in seguito alla caduta della città, respingendo un contrattacco della 33ª Brigata meccanizzata ucraina. A marzo il grosso della divisione è stato trasferito sul fronte di Bachmut, dove alla fine del mese il 102º Reggimento è riuscito a conquistare posizioni ucraine nel villaggio di Ivanivs'ke, cooperando con la 98ª Divisione e l'11ª Brigata delle VDV. Il 103º Reggimento, rimasto schierato più a sud, ad aprile ha preso parte agli assalti condotti da numerosi reparti russi in direzione di Novomychajlivka. A maggio elementi della divisione hanno raggiunto il limitare del distretto Kanal nella parte orientale di Časiv Jar, dove hanno però subito diverse perdite senza riuscire a mettere piede nella città.
A partire da luglio la divisione e le altre unità adiacenti sono state impiegate offensivamente in direzione di Kurachove, villaggio a est di Mar"ïnka, venendo respinte con pesanti perdite dalla 79ª Brigata d'assalto aereo. Il 5 agosto 2024 la divisione è stata insignita del titolo di unità delle guardie per decreto del Presidente della Federazione Russa. In seguito la divisione è stata rinforzata dal 150º Reggimento fucilieri motorizzato (unità militare 78979), recentemente costituito nell'oblast' di Rostov. A settembre il 150º Reggimento è stato trasferito nell'oblast' di Kursk per contrastare l'offensiva ucraina in territorio russo. Nelle settimane successive la divisione ha nuovamente preso parte agli assalti a ovest di Krasnohorivka insieme alla 39ª Brigata e alla 20ª Divisione fucilieri motorizzata, impiegando massicciamente i propri reparti meccanizzati. Durante la seconda metà di novembre il 102º e il 103º Reggimento della divisione hanno raggiunto la cittadina di Kurachove, difesa dalla 33ª Brigata meccanizzata e dalla 46ª Brigata aeromobile, subendo diverse perdite nella parte orientale del centro abitato. Elementi della divisione hanno preso parte alla fase finale della battaglia per Kurachove insieme alla 5ª e alla 110ª Brigata fucilieri motorizzata, occupando la città all'inizio di gennaio 2025. Nelle settimane successive, in seguito il trasferimento delle due brigate, la divisione ha continuato a combattere in direzione del villaggio di Dačne supportata dalla 114ª Brigata fucilieri motorizzata da nord e dalla 20ª Divisione da sud. Nella prima settimana di febbraio elementi del 68º Reggimento corazzato hanno raggiunto la parte occidentale dell'insediamento. Verso la fine di febbraio il 103º e il 163º Reggimento della divisione, impiegati nel settore di Mar"ïnka e Kurachove fin dalle prime fasi della guerra, sono stati trasferiti a Torec'k per supportare la 132ª Brigata fucilieri motorizzata nei duri combattimenti urbani nella parte settentrionale della città; il 102º e il 68º Reggimento invece, avendo sostenuto maggiormente il peso degli scontri fra Kurachove e Dačne, sono stati ritirati dal fronte per riorganizzarsi. Il 16 aprile 2025 il 102º Reggimento della divisione è stato promosso a unità delle guardie per decreto del Presidente della Federazione Russa. Secondo documenti russi ottenuti dall'intelligence ucraina, dall'inizio del 2024 al 7 giugno 2025 la divisione avrebbe subito perdite confermate pari a 3744 morti, senza contare i feriti e i dispersi.

## Struttura
- Comando di divisione[47]
- 102º Reggimento fucilieri motorizzato delle guardie "Slonim-Pomerania" (unità militare 91706)
  - 1º Battaglione fucilieri motorizzato
  - 2º Battaglione fucilieri motorizzato
  - 3º Battaglione fucilieri motorizzato
  - Battaglione corazzato (T-72B3)
  - Battaglione artiglieria semovente (2S3 Akatsiya)
  - Battaglione artiglieria missilistica contraerei
  - Unità di supporto
- 103º Reggimento fucilieri motorizzato (unità militare 91708)
  - 1º Battaglione fucilieri motorizzato
  - 2º Battaglione fucilieri motorizzato
  - 3º Battaglione fucilieri motorizzato
  - Battaglione corazzato (T-72B3)
  - Battaglione artiglieria semovente (2A65 Msta-B)
  - Battaglione artiglieria missilistica contraerei
  - Unità di supporto
- 68º Reggimento corazzato delle guardie "Žytomyr-Berlino" (unità militare 91714)
  - 1º Battaglione corazzato (T-72B3)
  - 2º Battaglione corazzato (T-72B3)
  - 3º Battaglione corazzato (T-72B3)
  - Battaglione fucilieri motorizzato
  - Battaglione artiglieria campale (2S3 Akatsiya)
  - Battaglione artiglieria missilistica contraerei
  - Unità di supporto
- 163º Reggimento corazzato delle guardie "Nižyn" (unità militare 84839)
  - 1º Battaglione corazzato (T-72B)
  - 2º Battaglione corazzato (T-72B)
  - 3º Battaglione corazzato (T-72B)
  - Battaglione fucilieri motorizzato
  - Battaglione artiglieria campale (2S3 Akatsiya)
  - Battaglione artiglieria missilistica contraerei
  - Unità di supporto
- 381º Reggimento artiglieria delle guardie "Varsavia" (unità militare 24390)
  - 1º Battaglione artiglieria semovente (2S19 Msta-S)
  - 2º Battaglione artiglieria campale (2A65 Msta-B)
  - Battaglione artiglieria lanciarazzi (9K51M Tornado-G)
  - Unità di supporto
- 933º Reggimento missilistico contraereo "Alto Dnepr" (Tor-M2) (unità militare 15269)
- 224º Battaglione artiglieria controcarri (unità militare 55546)
- 152º Battaglione logistico (unità militare 15272)
- 174º Battaglione ricognizione (unità militare 22265)
- 195º Battaglione medico (unità militare 55541)
- 221º Battaglione genio (unità militare 54369)
- 258º Battaglione comunicazioni (unità militare 84881)
- Compagnia guerra elettronica
- Compagnia comando
- Compagnia UAV
- Compagnia difesa NBC

## Comandanti
- Colonnello Leonid Jakolev (1943 - 1944)
- Maggior generale Vasilij Šatilov (1944 - 1946)
- Maggior generale Pëtr Bolgarev (2016 - 2018)
- Maggior generale Ruslan Dzejtov (2018 - 2019)
- Maggior generale Vladimir Elkanov (2019 - 2020)
- Maggior generale Oleg Mitjaev (2020 - 2023)
- Maggior generale Vitalij Terëchin (2023 - in carica)[48]